# 치휘
치휘(郗徽, 468년 ~ 499년)는 남북조시대 남제의 인물로 고평군(高平郡) 금향현(金鄕縣) 출신이며, 소량을 건국한 양무제의 부인이다. 치휘의 조상은 치감(郗鑒, 269 ~ 339), 치초(郗超, 336 ~ 377)로 전해지며 조부는 치소(郗绍)로 유송의 관원이였고 부친 치엽(郗燁)은 태자의 측근이였으며 모친은 송문제 유의륭의 딸 심양공주(潯陽公主)이다.

## 생애
치휘의 모친 심양공주가 임신했을 때, 귀한 아이를 낳는 꿈을 꿨다고 한다. 치휘가 태어나자 붉은 빛이 방안을 감싸고 방안의 기물들에 빛이 돌아 집안의 사람들이 기이한 일이라 여겼다. 치휘는 어려서부터 총명하고, 미모가 뛰어났으며, 예서에 뛰어났고, 거문고 등 못하는 게 없었다. 그러나 질투심이 심하다는 결점이 있었다.
치휘는 이미 10대 시절에 명성이 높았다. 유송 후폐제도 그를 황후로 삼으려 했고, 소도성의 조카인 안육왕 소면(蕭緬)도 그녀를 왕비로 삼으려 했으나 병이 있다는 이유로 거절하였다. 480년 치휘는 소연과 혼인했으며 영흥공주(永興公主), 영세공주(永世公主), 영강공주(永康公主)를 낳았다.
498년, 소연이 옹주자사(翁州刺史)가 된지 이듬해인 499년 양양(襄陽)의 관사에서 32살의 나이로 사망하였고 남서주(南徐州) 남동해(南東海) 무진현(武進縣) 동성리(東城里)의 산에 매장되었다. 502년, 남제 화제가 소연을 상국에 임명하고 양공(梁公)으로 봉하자 치휘도 양공비(梁公妃)로 추존되었다. 이후 소연이 양왕(梁王)으로 격상되자 제후왕의 오묘(五廟)를 세웠고, 치휘의 위패를 오묘에 봉안하였다. 동년 4월 30일, 소연이 소량의 황제로 즉위하자 치휘는 덕황후(德皇后)로 추존되었고 능호를 수릉(修陵)이라 하였다.